# 歸仁文化中心
歸仁文化中心是臺南市政府文化局永華文化中心管理科所轄之藝文場館，位於臺南市歸仁區，毗鄰歸仁運動公園和歸仁區紅瓦厝國小。

## 沿革
原臺南縣地形南北跨距大，眾多資源都集中在溪北的新營地區，1985年李雅樵先生競選臺南縣長時，提出均衡南北文化生態，設立南區文化中心的構想，於1989年規劃興建，於1998年3月8日本館以台南縣南區綜合活動中心為名正式啟用。
活動中心設有演藝廳、美術館（目前為第一畫廊、第二畫廊）、國際會議廳（目前為多功能劇場）、囡仔館（目前為兒童故事屋）、辦公室、露天表演廣場、駐館樂團練習室（2022年4月增建）、餐飲空間等。2002年縣政府規劃組織改造，活動中心於2002年10月26日正式改制為臺南縣政府南區服務中心，在2003年10月26日成為二級機關。中心除了藝文活動外，並由縣府相關局處成立工商服務窗口及辦理機車考照等便民服務。
2010年12月25日臺南縣市合併，原臺南縣政府南區服務中心正式裁撤，更名為臺南市歸仁文化中心，著重在辦理藝文展演為主，2013年1月1日因應市府文化局組織內部調整，和臺南文化中心與新化演藝廳一併納入市府文化局永華文化中心管理科統籌管理。
中心歷經2018年1月至2019年3月的歸仁文化中心國際會議廳場館提升暨環境改善工程和2020年5月至2022年4月的歸仁文化中心整建工程後，文化中心逐步由教育劇場轉型為中型專業劇場。
整建工程於2022年4月30日舉辦謝土典禮，5月14日重新啟用。

## 周邊
- 歸仁運動公園
- 歸仁區紅瓦厝國小

## 相關連結
- 臺南市政府文化局
- 臺南市立新營文化中心
- 臺南市立台江文化中心

## 外部連結
- 歸仁文化中心 （页面存档备份，存于）